# 2000 год в кино
В данной статье представлены списки топ-10 самых кассовых фильмов года, самих фильмов, вышедших в течение года, и наград, полученных фильмами за 2000 год.

## Фильмы

### Мировое кино
- «13-й знак»/The 13th Sign Великобритания, (режиссёры Джонти Эктон и Адам Мэйсон)
- «Билли Эллиот»/Billy Elliot, Великобритания (режиссёр Стивен Долдри)
- «Брат якудзы»/Brother, Япония (режиссёр Такэси Китано)
- «Британик»/Britannic, Великобритания (режиссёр Брайан Тренчард-Смит)
- «Верность»/ La fidélité, Франция (режиссёр Анджей Жулавский)
- «Гладиатор»/Gladiator, США (режиссёр Ридли Скотт)
- «Крик 3»/Scream 3", США(реж. Уэс Крэйвен)
- «Искусство войны»/The Art of War, США (реж. Кристиан Дюгей)
- «Королевская битва»/バトル・ロワイアル, Япония (режиссёр Киндзи Фукасаку)
- «Космические ковбои»/Space Cowboys, США (режиссёр Клинт Иствуд)
- «Крадущийся тигр, затаившийся дракон»/臥虎藏龍, США (режиссёр Энг Ли)
- «Любовное настроение»/花樣年華, Гонконг (режиссёр Вонг Карвай)
- «Люди Икс»/X-Men, США (режиссёр Брайан Сингер)
- «Малена»/Malena, Италия (режиссёр Джузеппе Торнаторе)
- «Миссия невыполнима 2»/Mission Impossible 2, США (режиссёр Джон Ву)
- «Очень страшное кино»/"Scary Movie", США(реж. Айвори Уэйанс)
- «Невидимка»/Hollow Man, США (режиссёр Пол Верховен)
- «Годзилла против Мегагируса»/ゴジラ×メガギラス G消滅作戦, Япония (режиссёр Масааки Тэдзука)
- «Дракула 2000»/Dracula 2000, США (режиссёр Патрик Люссье)
- «Неуязвимый»/Unbreakable, США (режиссёр М. Найт Шьямалан)
- «Патриот»/The Patriot, США (режиссёр Роланд Эммерих)
- «Перо маркиза де Сада»/Quills, США (режиссёр Филип Кауфман)
- «Платформа»/Zhàntái, КНР (режиссёр Цзя Чжанкэ)
- «Под песком»/Sous le sable, Франция (режиссёр Франсуа Озон)
- «Почти знаменит»/Almost Famous, США (режиссёр Кэмерон Кроу)
- «Принцесса и воин»/Der Krieger und die Kaiserin, Германия (режиссёр Том Тыквер)
- «Распутник»/Le Libertin, Франция (режиссёр Габриэль Агийон)
- «Реквием по мечте»/Requiem for a Dream, США (режиссёр Даррен Аронофски)
- «Ромео должен умереть»/Romeo Must Die, США (режиссёр Анджей Бартковяк)
- «Сука любовь»/Amores-perros, Мексика (режиссёр Алехандро Гонсалес Иньярриту)
- «Танцующая в темноте»/Dancer in the Dark, Дания (режиссёр Ларс Фон Триер)
- «Траффик»/Traffic, США (режиссёр Стивен Содерберг)
- «Эрин Брокович»/Erin Brockovich, США (режиссёр Стивен Содерберг)

### Отечественные фильмы и фильмы постсоветских республик

#### РФ
- «ДМБ» (режиссёр Роман Качанов)
- «Игра на вылет» (режиссёр Константин Одегов)
- «Тихие омуты» (режиссёр Эльдар Рязанов)
- «Зорка Венера» (режиссёр Маргарита Касымова)
- «Брат 2» (режиссёр Алексей Балабанов)

#### Фильмы совместных производителей

##### Двух и более стран
- «Сверхновая»/Supernova, США-Швейцария (режиссёры Уолтер Хилл, Фрэнсис Форд Коппола и Джек Шолдер)
- «Бременские музыканты & Co», РФ-Германия-Азербайджан (реж. Александр Абдулов)

### Документальное кино
- «Отражения», Россия — о танцовщике и хореографе Владимире Васильеве (режиссёр Никита Тихонов)

## Телесериалы

### Латиноамериканские сериалы

#### Мексика
- Всегда буду любить тебя
- За один поцелуй (2000-02)
- Личико ангела
- Обними меня крепче
- Цена твоей любви (2000-01)

### Российские сериалы
- Охота на Золушку
- Тайны следствия
- Граница. Таёжный роман
- Остановка по требованию

## Награды

### Премия «Оскар»
- Лучший фильм: «Красота по-американски»
- Лучший режиссёр: Сэм Мендес — «Красота по-американски»
- Лучший актёр: Кевин Спейси — «Красота по-американски»
- Лучшая актриса: Хилари Суэнк — «Парни не плачут»
- Лучший актёр второго плана: Майкл Кейн — «Правила виноделов»
- Лучшая актриса второго плана: Анджелина Джоли — «Прерванная жизнь»
- Лучший иностранный фильм:  «Всё о моей матери»
- Лучший оригинальный сценарий: Алан Болл — «Красота по-американски»
- Лучший адаптированный сценарий: Джон Ирвинг — «Правила виноделов»

### 53-й Каннский кинофестиваль
- Золотая пальмовая ветвь: «Танцующая в темноте»
- Гран-При фестиваля: «Дьяволы у порога»
- Приз жюри: «Песни со второго этажа» и «Школьные доски»
- Лучшая режиссёрская работа: Эдвард Ян — «Один и два»
- Приз за лучшую мужскую роль: Тони Люн Чу Вай — «Любовное настроение»
- Приз за лучшую женскую роль: Бьорк — «Танцующая в темноте»
- Приз за лучший сценарий: Джон С. Ричардс, Джеймс Флэмберг — «Сестричка Бетти»

### 57-й Венецианский кинофестиваль
- Золотой лев: «Круг»
- Приз за лучшую мужскую роль: Хавьер Бардем — «Пока не наступит ночь»
- Приз за лучшую женскую роль: Роуз Бирн — «Богиня 1967 года»
- Особый приз жюри: «Пока не наступит ночь»

### 50-й Берлинский кинофестиваль
- Золотой медведь: «Магнолия»
- Серебряный медведь, Гран-При жюри фестиваля: «Дорога домой»
- Серебряный медведь за лучшую режиссёрскую работу: Милош Форман — «Человек на Луне»
- Серебряный медведь за лучшую мужскую роль: Дензел Вашингтон— «Ураган»
- Серебряный медведь за лучшую женскую роль: Бибиана Беглау, Надя Уль — «Легенды Риты»

### 23-й Московский кинофестиваль
- Святой Георгий: «Жизнь как смертельная болезнь, передающаяся половым путём»

### Кинофестиваль Сандэнс
- Гран-при (драма): «Можешь рассчитывать на меня», «Женский бой»
- Лучший режиссёр (игровое кино): Карин Кусама — «Женский бой»

### Премия «Золотой глобус» 2000
- Лучший фильм (драма): «Красота по-американски»
- Лучший фильм (кинокомедия/мюзикл): «История игрушек 2»
- Лучший режиссёр: Сэм Мендес — «Красота по-американски»
- Лучший актёр (драма): Дензел Вашингтон— «Ураган»
- Лучший актёр (кинокомедия/мюзикл): Джим Керри — «Человек на Луне»
- Лучший актёр второго плана: Том Круз— «Магнолия»
- Лучшая актриса (драма): Хилари Суэнк — «Парни не плачут»
- Лучшая актриса (кинокомедия/мюзикл): Джанет МакТир — «Перекати-поле»
- Лучшая актриса второго плана: Анджелина Джоли — «Прерванная жизнь»
- Лучший иностранный фильм: «Всё о моей матери»

### Кинопремия «BAFTA» 2000
- Лучший фильм: «Красота по-американски»
- Лучший фильм на иностранном языке: «Всё о моей матери»
- Приз имени Дэвида Лина за достижения в режиссуре: Педро Альмодовар — «Всё о моей матери»
- Лучший актёр: Кевин Спейси — «Красота по-американски»
- Лучшая актриса: Аннетт Бенинг — «Красота по-американски»
- Лучший актёр второго плана: Джуд Лоу— «Талантливый мистер Рипли»
- Лучшая актриса второго плана: Мэгги Смит — «Чай с Муссолини»

Critics' Choice Movie Awards 2000
- Лучший фильм: «Красота по-американски»
- Лучший режиссёр: Сэм Мендес — «Красота по-американски»
- Лучший актёр: Рассел Кроу — «Свой человек»
- Лучшая актриса: Хилари Суэнк — «Парни не плачут»
- Лучший актёр второго плана: Майкл Кларк Дункан — «Зелёная миля»
- Лучшая актриса второго плана: Анджелина Джоли — «Прерванная жизнь»
- Лучший (-ая) молодой (-ая) актёр/актриса: Хэйли Джоэл Осмент — «Шестое чувство»
- Лучший анимационный фильм: «История игрушек 2»
- Лучший фильм на иностранном языке: «Всё о моей матери»

### Премия Гильдии киноактёров США 2000
- Лучшая мужская роль: Кевин Спейси — «Красота по-американски»
- Лучшая женская роль: Аннетт Бенинг — «Красота по-американски»
- Лучшая мужская роль второго плана: Майкл Кейн— «Правила виноделов»
- Лучшая женская роль второго плана: Анджелина Джоли — «Прерванная жизнь»
- Лучший актёрский состав: «Красота по-американски»

### Премия гильдия режиссёров Америки
- Лучший фильм: Сэм Мендес — «Красота по-американски»

### Премия «Сезар» 2000
- Лучший фильм: «Салон красоты „Венера“»
- Лучший режиссёр: Тони Маршаль — «Салон красоты „Венера“»
- Лучший актёр: Даниель Отой — «Девушка на мосту»
- Лучшая актриса: Карин Вьяр — «Будь храбрым!»

MTV Movie Awards 2000
- Лучший фильм года: «Матрица»
- Лучший актёр: Киану Ривз — «Матрица»
- Лучшая актриса: Сара Мишель Геллар — «Жестокие игры»
- Прорыв года (актёр): Хэйли Джоэл Осмент — «Шестое чувство»
- Прорыв года (актриса): Джулия Стайлз — «10 причин моей ненависти»

### Премия «Сатурн» 2000
- Лучший научно-фантастический фильм: «Матрица»
- Лучший фильм-фэнтези: «Быть Джоном Малковичем»
- Лучший фильм ужасов: «Шестое чувство»
- Лучший приключенческий фильм/боевик/триллер: «Зелёная миля»
- Лучший режиссёр: Энди и Ларри Вачовски — «Матрица»
- Лучшая мужская роль: Тим Аллен — «В поисках Галактики»
- Лучшая женская роль: Кристина Риччи — «Сонная лощина»
- Лучшая мужская роль второго плана: Майкл Кларк Дункан — «Зелёная миля»
- Лучшая женская роль второго плана: Патришия Кларксон — «Зелёная миля»
- Лучший сценарий: Чарли Кауфман — «Быть Джоном Малковичем»

### Премия Европейской киноакадемии 2000
- Лучший европейский фильм: «Танцующая в темноте»
- Лучший европейский режиссёр: Жан-Пьер Жёне — «Амели»
- Лучший европейский актёр: Серхи Лопес — «Гарри — друг, который желает Вам добра»
- Лучшая европейская актриса: Бьорк — «Танцующая в темноте»

### Кинопремия «Ника» 2000
- Лучший игровой фильм: «Хрусталёв, машину!»
- Лучший режиссёр: Алексей Герман — «Хрусталёв, машину!»
- Лучший сценарий: Валерий Приёмыхов — «Кто, если не мы»
- Лучший актёр: Михаил Ульянов — «Ворошиловский стрелок»
- Лучшая актриса: Нина Усатова — «Барак»
- Лучшая роль второго плана: Леонид Ярмольник — «Барак»

### Кинофестиваль «Кинотавр» 2000
- Лучший фильм: «Лунный папа»
- Гран-при: «Дневник его жены»
- Лучшая мужская роль: Сергей Маковецкий — «Русский бунт»
- Лучшая женская роль: Светлана Смирнова — «Четырнадцать цветов радуги»